# 解夫婁王
解夫婁王（かいふるおう、朝: 해부루왕（ヘプルワン）、生没年不詳）は、扶余の王（代数:不詳）であり、東扶余の初代の王（在位年:不詳）。息子に第2代国王である金蛙王がいる。

## 解説
『三国史記』13巻 高句麗本紀第1 東明聖王によると、扶余の解夫婁王は老いて子がなく、嗣子を求めていた。ある日鯤淵（こんえん、地名）の池で、王の乗っていた馬が岩を見て立ち止まり涙を流した。王は不思議に思い、その岩を動かしてみると金色の蛙の姿をした子供がいた。王は天が私に嗣子を与えてくれたと思い、名を金蛙と名付け太子とした。その後、宰相の阿蘭弗が「太陽神が私に降臨して、『吾が子孫がいずれ国を作るだろう。この地から離れなさい。東海に迦葉原（かしょうげん）という地がある。そこは五穀が良く実る。ここに都を遷すと良いだろう。』と言いました。」と解夫婁王に進言し、王は都を迦葉原の地に遷し国名を東扶余とした。このようにして扶余の都から元の王である解夫婁王がいなくなった後、天帝の子を自称する解慕漱（かいぼそう、へモス）がどこからか現れて、都を開いた。解夫婁がなくなった後、金蛙は後を継いだ、という。
これは夫餘系の建国神話に多い「国譲り神話」の類型であり、解慕漱も解夫婁ももとは太陽を神格化した太陽神であり、歴史事実や歴史上の実在の人物とは考えられていない。

## 演じた俳優
- パク・クニョン（テレビドラマ『朱蒙 -チュモン- Prince of the Legend』で解夫婁を演じた）